# Polygala transcaucasica
Polygala transcaucasica är en jungfrulinsväxtart som beskrevs av Sophia G. Tamamschjan. Polygala transcaucasica ingår i släktet jungfrulinssläktet, och familjen jungfrulinsväxter. Inga underarter finns listade i Catalogue of Life.